# Arroyo Capón del León
El arroyo Capón del León es un curso de agua uruguayo que atraviesa el departamento de  Salto perteneciente a la cuenca hidrográfica del Río de la Plata.
Nace en la Cuchilla de las Cañas, cerca del cerro Sepulturas y desemboca en el río Arapey.